# Louis Secretan
Louis (Gabriel Abraam Samuel Jean) Secretan ( 1758 - Lausanne,   1839)  foi um político  e micologista suiço.